# Andenes kirke
Die evangelisch-lutherische Andenes kirke (deutsch: Kirche von Andenes) ist die Kirche des Orts Andenes auf den Vesterålen im Norden der norwegischen Provinz (fylke) Nordland. Die weiße, aus Holz gebaute Kirche stammt aus dem Jahr 1876 und verfügt über 2 Glocken im Glockenturm.

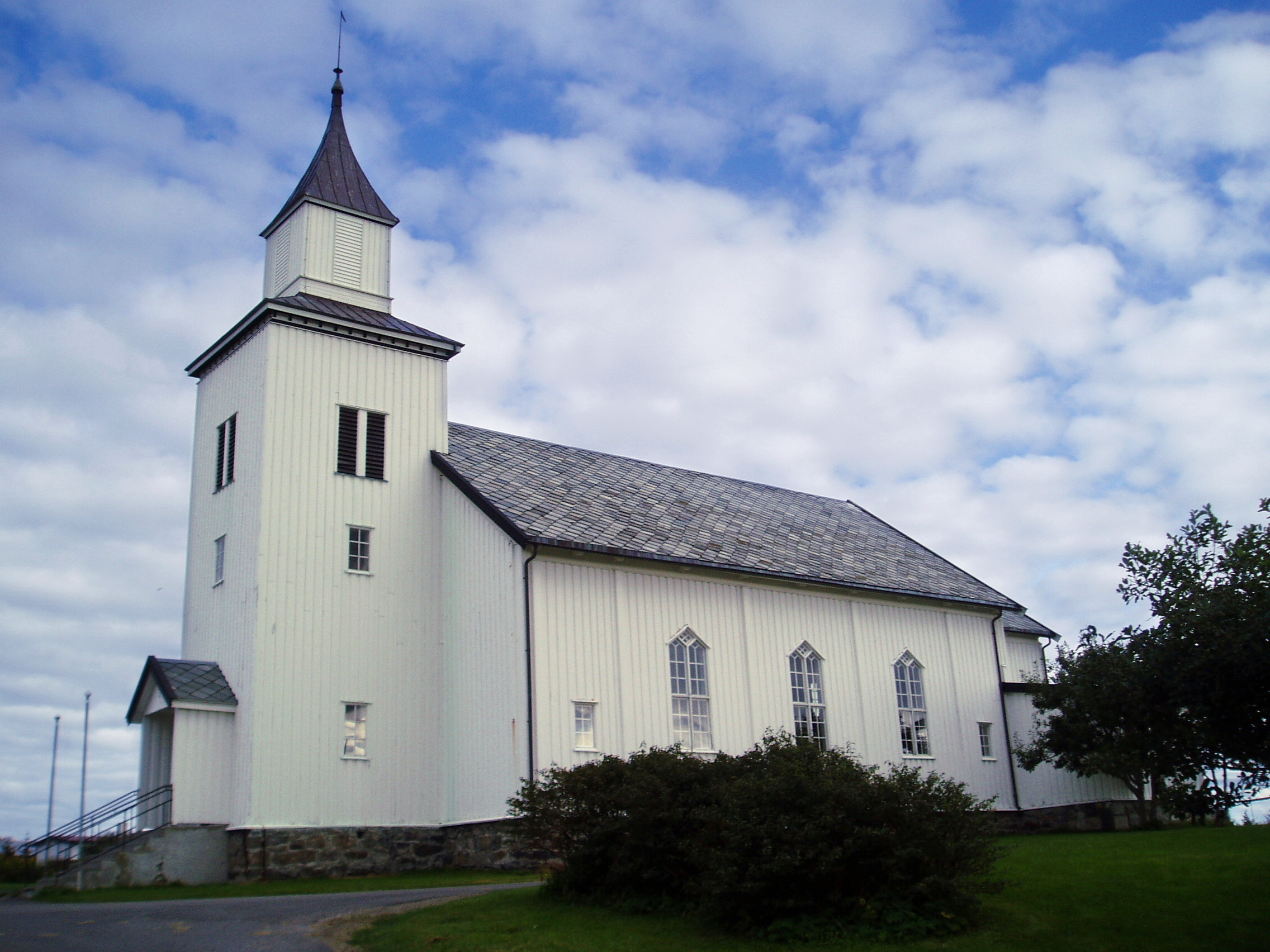
Die Kirche von Andenes

Der ursprüngliche Standort der Kirche von Andenes lag über mehrere Jahrhunderte weiter nördlich, nahe der Ecke der heutigen Straßen Falcksgate und Sjøgate. Sie lag damit am Rande des Gårdshaug von Andenes, einem „Siedlungshügel“, dem ältesten bekannten Siedlungsteil des Ortes. An dieser Stelle befinden sich heute noch von einer niedrigen Steinmauer umgeben die Reste des alten, jetzt denkmalgeschützten Friedhofs. Die älteste Erwähnung einer Kirche in Andenes stammt aus dem Jahr 1589. Von dieser Kirche sind zahlreiche Inventargegenstände aus dem späten 15. und 16. Jahrhundert erhalten. Das älteste Relikt ist jedoch eine Hallvard-Figur aus dem 13. Jahrhundert, was die Mutmaßung zulässt, dass es auch bereits vor 1589 eine Kirche in Andenes gegeben hatte. Aus der Zeit vor der Reformation liegen jedoch aus Nordnorwegen so gut wie keine historischen Aufzeichnungen vor. In den folgenden Jahrhunderten standen am selben Standort mindestens drei weitere Kirchen, welche die jeweils vorherige ersetzten. 1876 wurde dann die heute noch stehende Langkirche nach Plänen des Architekten Ingebrigt Julin an einem neuen Standort rund 500 Meter weiter südöstlich erbaut und im Zuge dessen unweit der neuen Kirche auch ein neuer Friedhof eingerichtet. Diese neue Holzkirche, die damals 400 Sitzplätze hatte, wurde am 30. Juni 1876 von Bischof Hvoslef geweiht. Da die neue Kirche nicht auf felsigem Grund gebaut war, gab später der Untergrund nach und sie musste auf der Nordseite abgestützt werden. 1966 wurde die Kirche umfassend renoviert, hat seither noch 300 Sitzplätze und die wertvollen Einrichtungsgegenstände aus dem Mittelalter wurden an das Tromsø Museum übergeben. Die Kirche von Andenes steht seit 2001 unter Denkmalschutz.

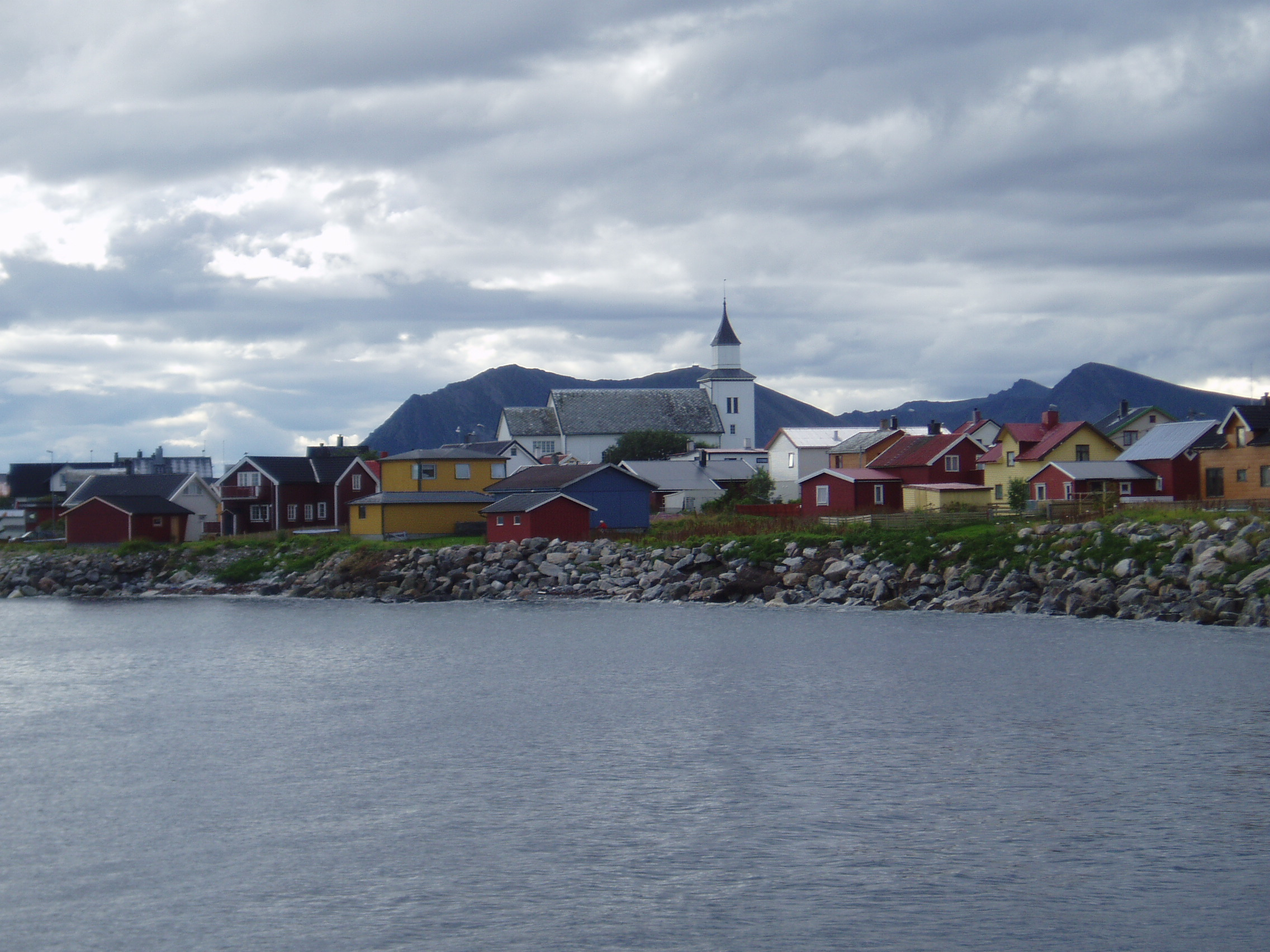
Die Kirche vom östlichen Teil des Hafens aus gesehen
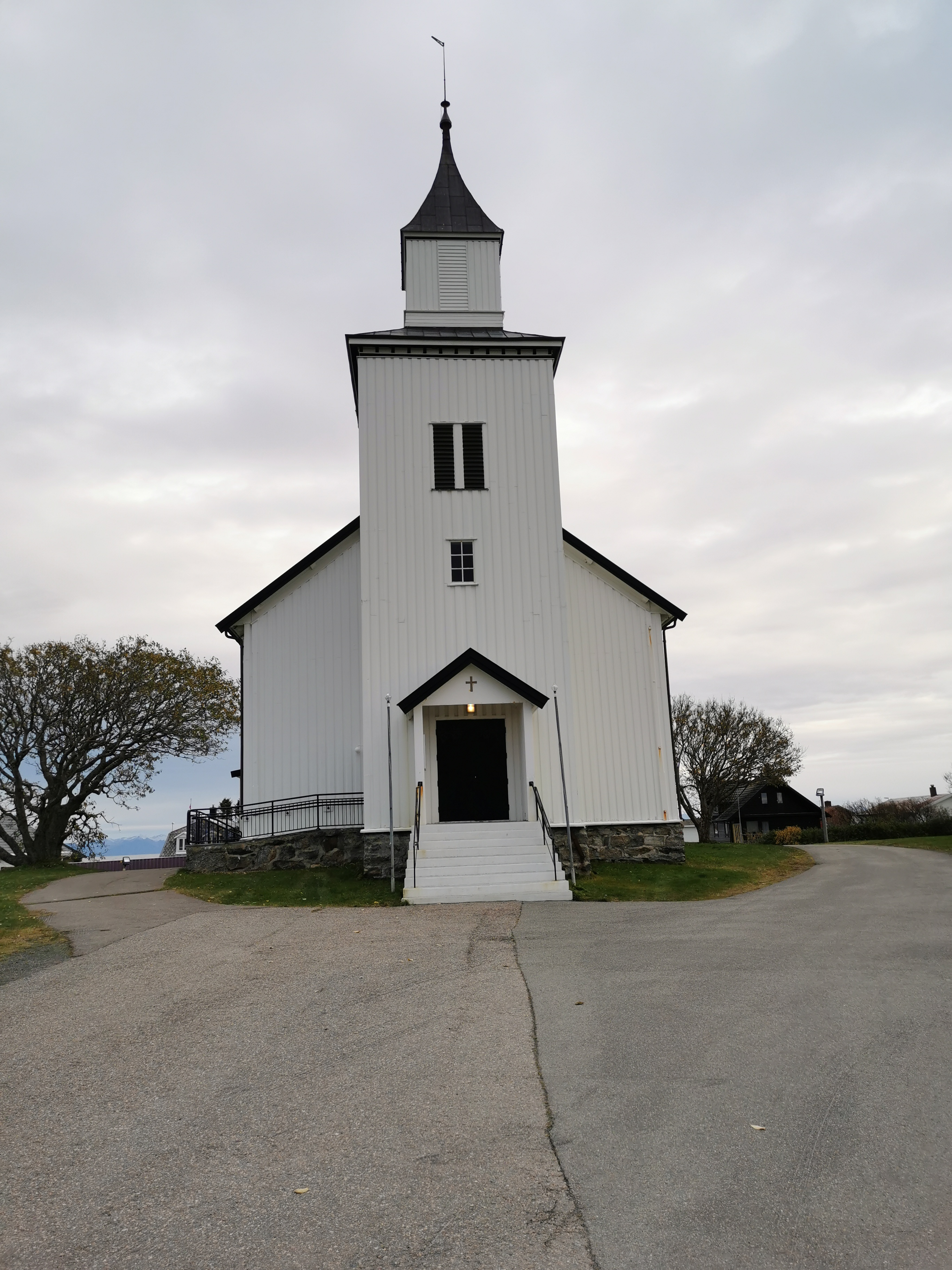
Blick auf den Haupteingang der Kirche
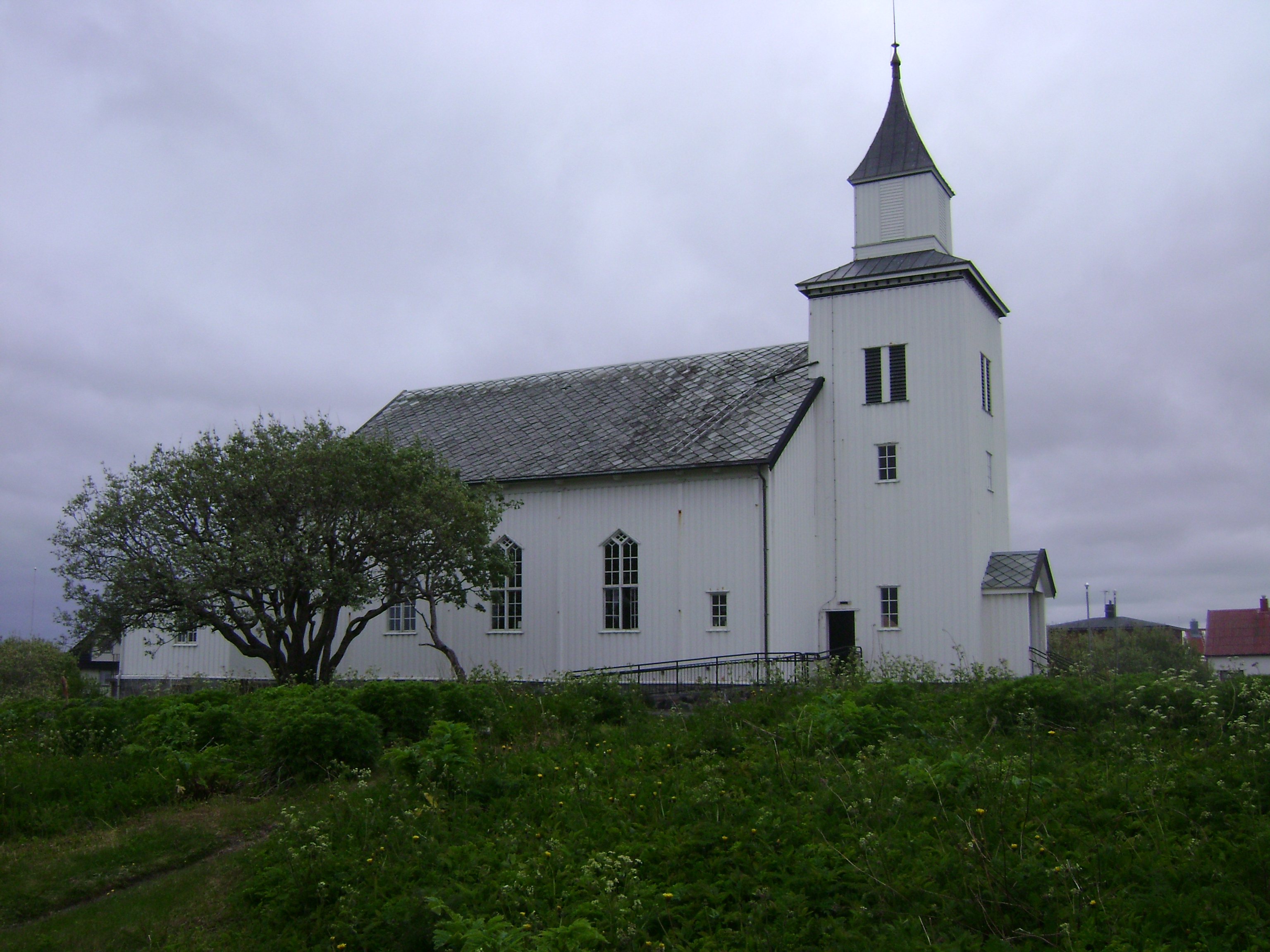
Blick aus Norden auf die Kirche